# Sainte-Luce, Martinique
Sainte-Luce là một xã thuộc tỉnh hải ngoại Martinique nước Pháp.